# Мирна (река, впадает в Адриатическое море)
Ми́рна (хорв. Mirna, лат. Ningus) — река на полуострове Истрия, Хорватия. В переводе с хорватского означает Тихая.
Длина реки составляет 53 км. Площадь водосборного бассейна — 583,5 км², из которых 160,6 км² приходится на области с подземным стоком.
Мирна берёт своё начало около самого маленького города в мире Хум и впадает в Адриатическое море недалеко от города Новиград. Основными населёнными пунктами, расположенными вдоль реки являются Мотовун и Бузет. 
Мост над Мирной или мост Антенал, построенный около одноимённой деревушки недалеко от Новиграда и имеющий протяжённость 1378 метров, является наиболее важным среди мостов на магистрали A9, связывающей южную Истрию с северной частью полуострова, Словенией и Италией.
Река Мирна входит в состав природного памятника Мотовунские леса, который в 1816 явился яблоком раздора между городами Опрталь и Мотовун, а затем был национализирован. В основном вокруг русла реки произрастают дуб и ясень, а также находятся места для добычи чёрного и белого трюфелей.

## Галерея

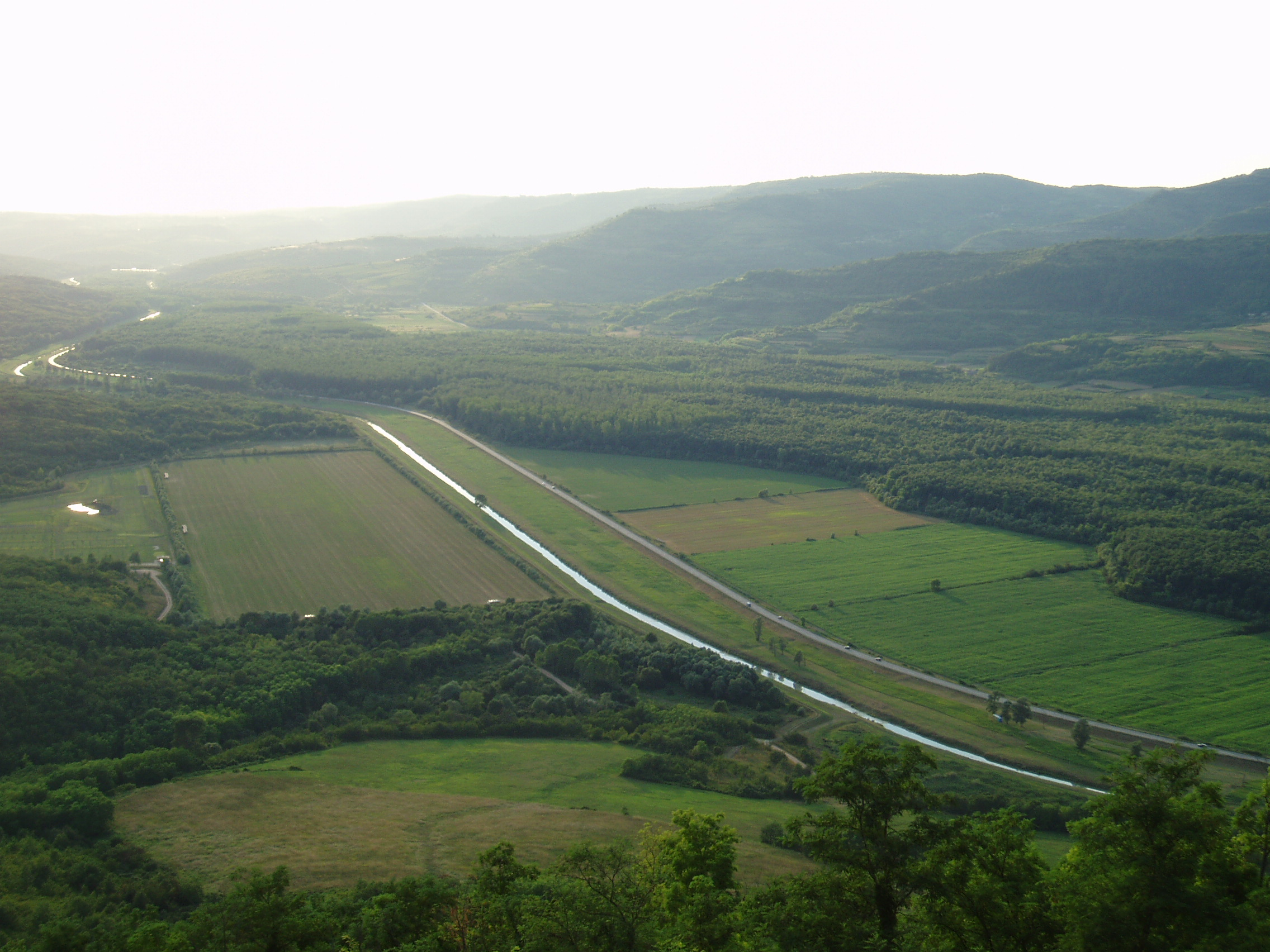
долина реки Мирна
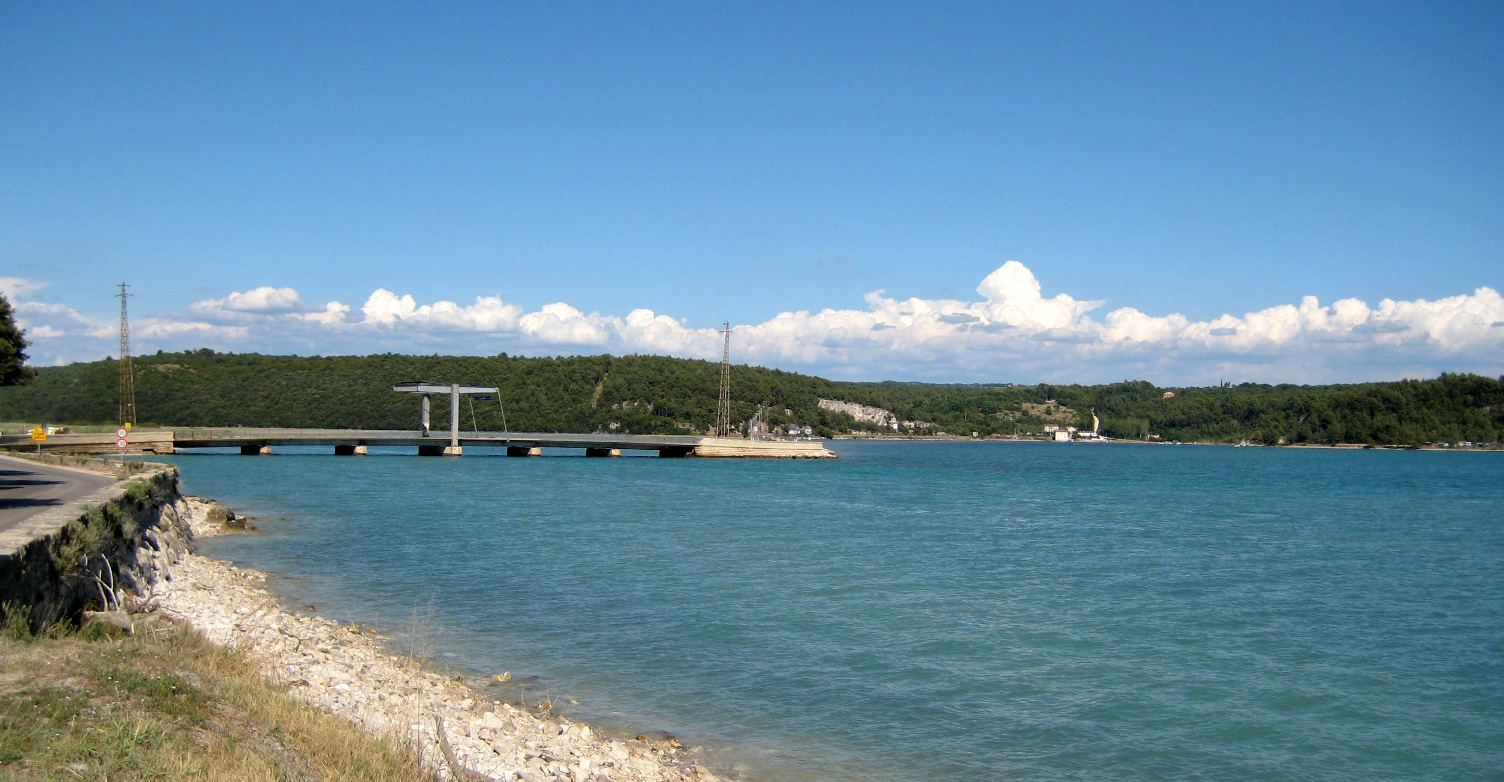
устье Мирны около Новиграда
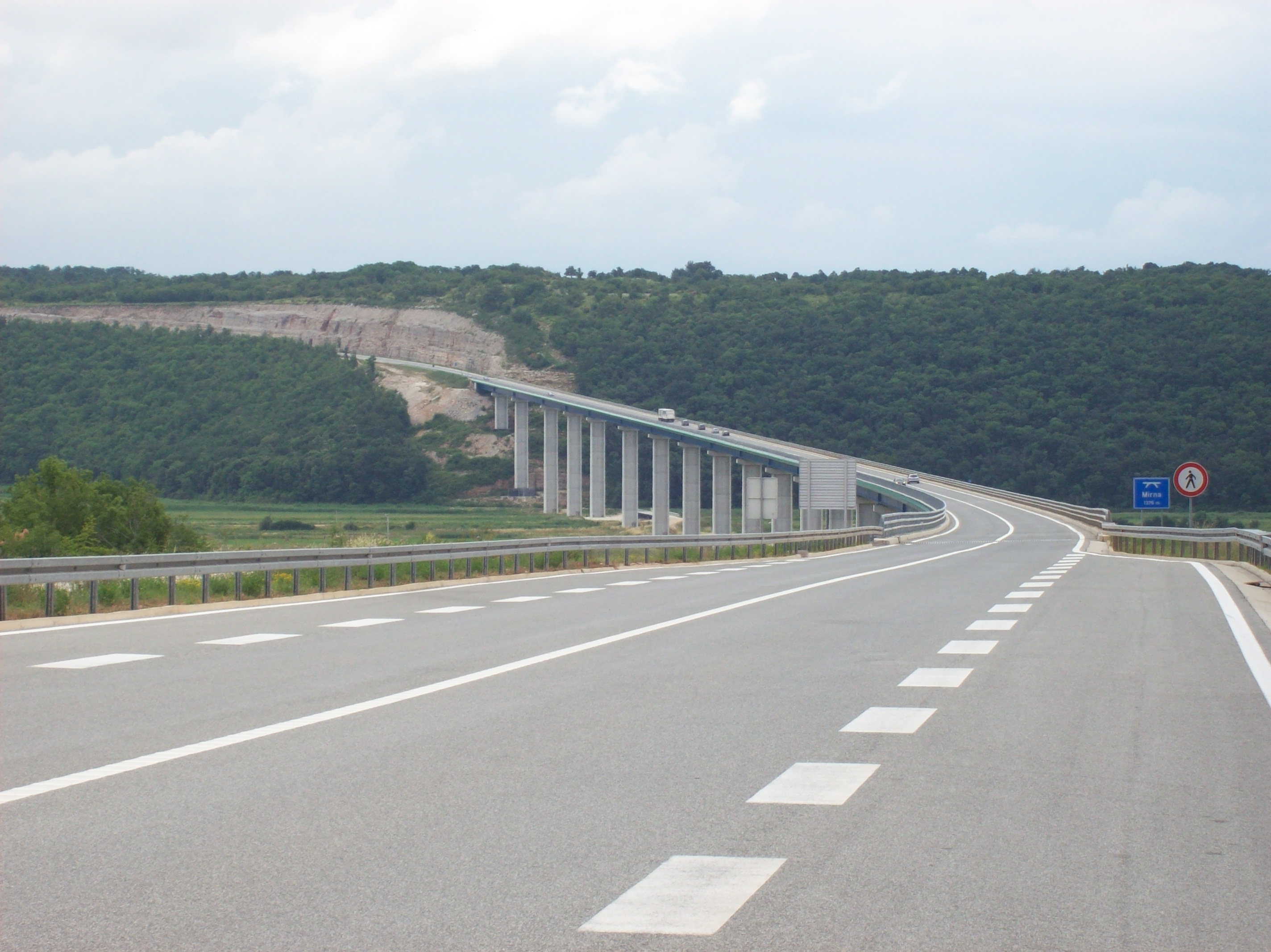
мост над Мирной
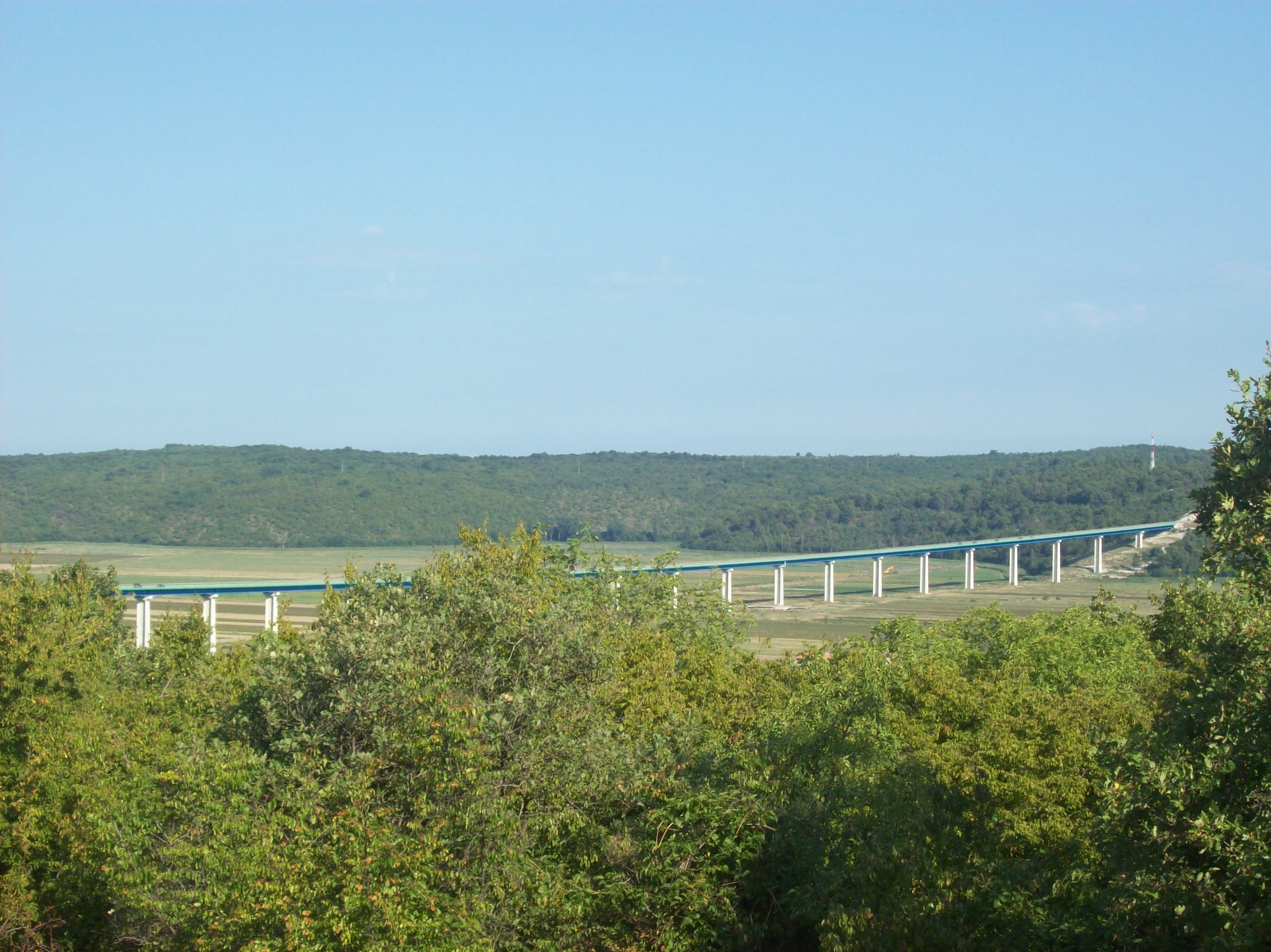
мост над Мирной вид с восточной стороны
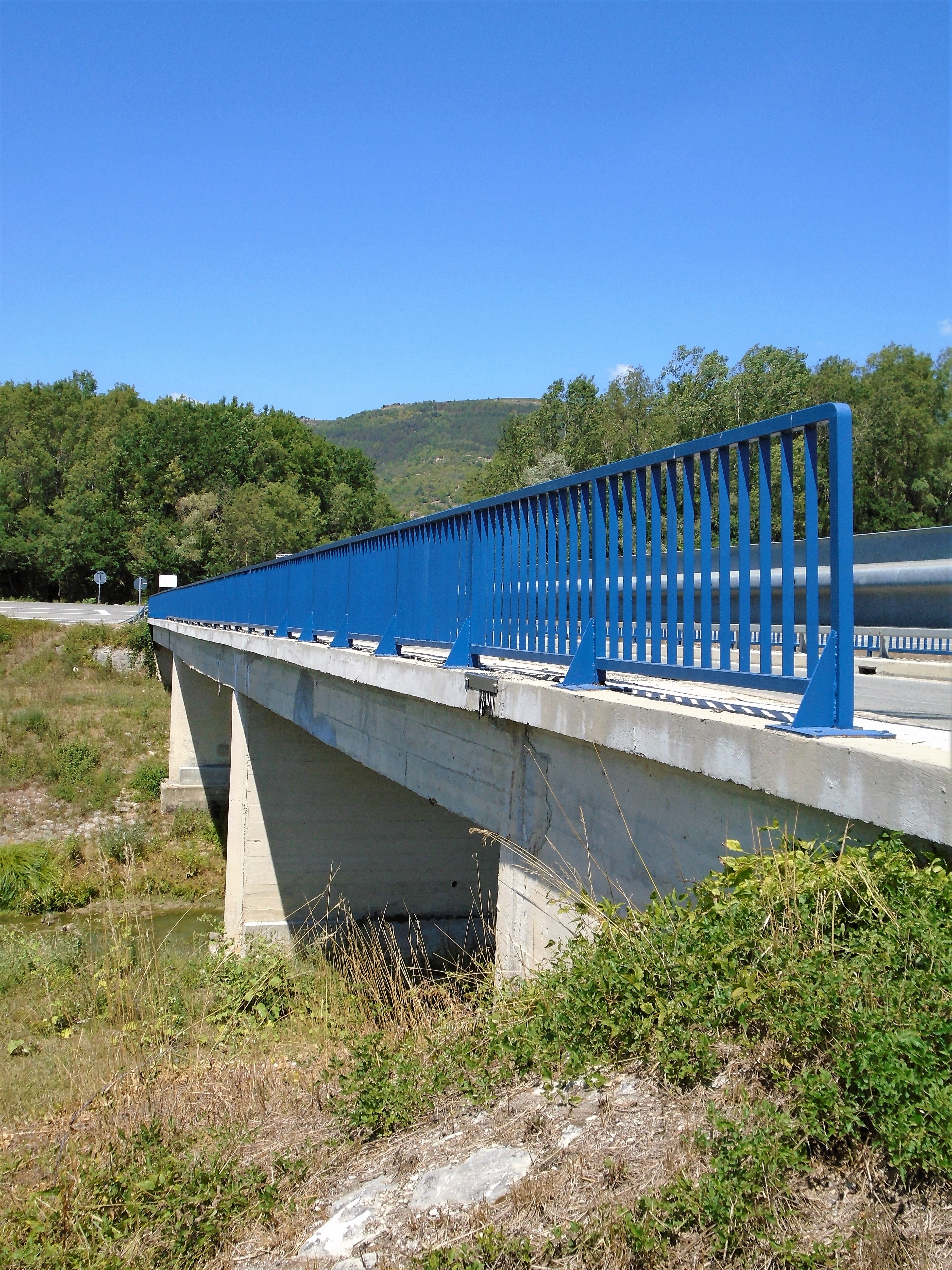
Мост над Мирной возле Мотовуна